# 红灯记

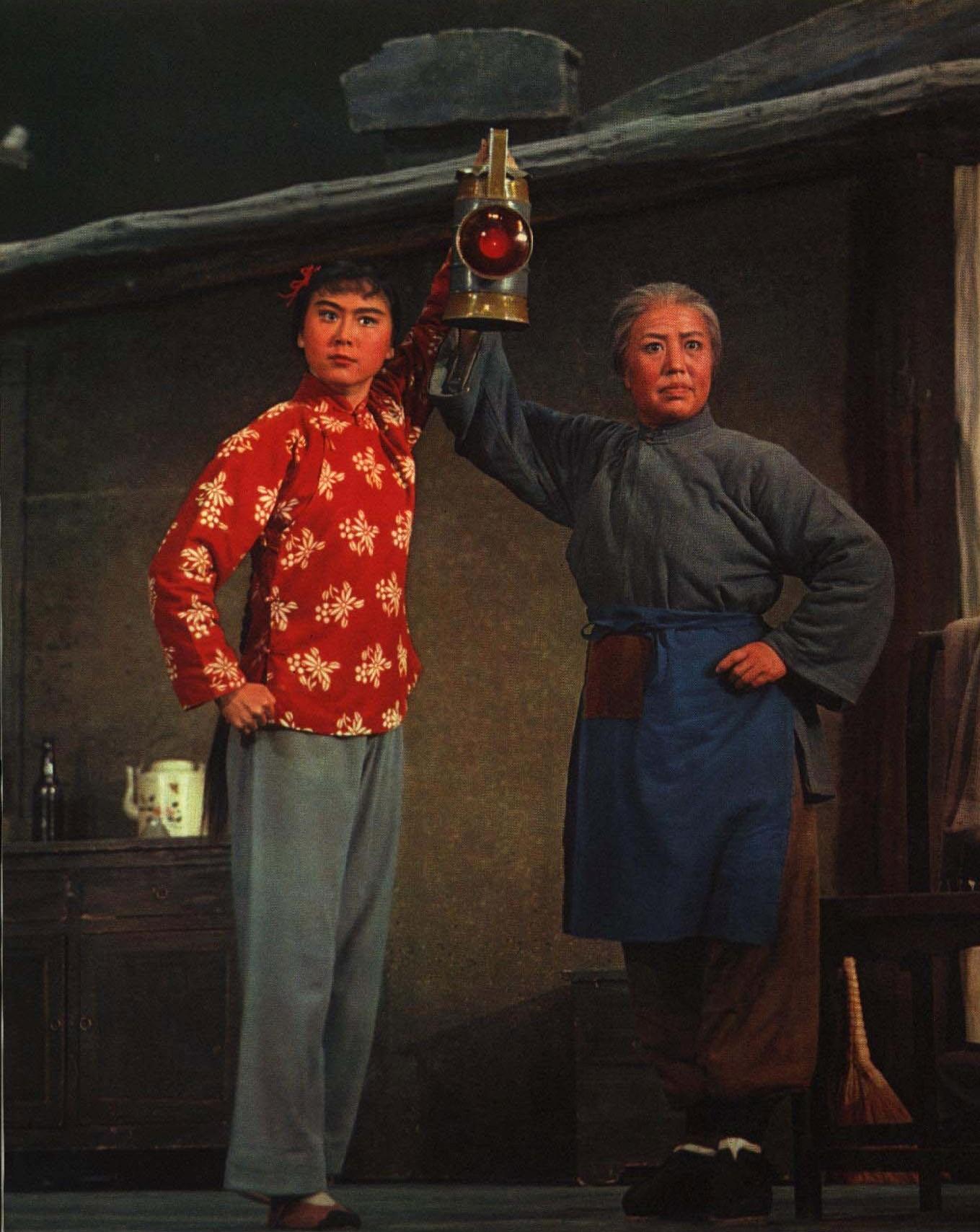
1967年 红灯记

《红灯记》是中国在20世纪文化大革命期间的一齣京剧，被列为样板戏、红色经典之一。

## 历史
解放军总政治部文化部创作室电影编剧、剧作家沈默君1957年下放到铁道兵农垦局云山畜牧场（今云山农场）、八五〇农场，获取了伪满时期密虎铁路扳道工与日寇作斗争的素材；后借调到黑龙江省委宣传部搞创作，在哈尔滨又收集到北满抗联地下交通员英勇斗争的故事。这些形成了《红灯记》的素材。1962年5月开始，沈默君、罗国士创作电影剧本《自有后来人》，1963年电影在全国上映。1963年哈尔滨市京剧院根据电影剧本演出京剧《革命自有后来人》。凌大可、夏剑青改编成沪剧《红灯记》。中宣部副部长兼文化部副部长林默涵指示中国京剧院总导演阿甲排演京剧《红灯记》。1964年两个京剧版同时参加了全国现代京剧观摩汇报演出。江青决定把两个剧合并为《红灯记》，主角从李铁梅变为李玉和，剧中人王金才改名王连举，还改变了一些唱腔、动作、场景的设计。1965年初，《红旗》杂志发表了署名翁偶虹、阿甲根据同名沪剧改编的现代京剧《红灯记》剧本。

## 故事情节
在抗日战争期间，满洲国某地“隆滩火车站”（原型为京图铁路龙潭山站），铁路扳道工李玉和与巡警王连举都是中国共产党地下党员。他们救下了被日本宪兵追击的地下交通员（负责运送情报的人）。交通员把一份电报密码表交给李玉和。日本宪兵队队长鸠山通过检验王连举的枪伤识破他的身份，王连举不堪受刑而招出李玉和。李玉和与他的母亲（非亲生）李奶奶因不肯交出密电码被杀害，李的女儿李铁梅（非亲生）因鸠山要放长线钓大鱼而被释放。李铁梅在邻居的帮助下把密电码带到郊外柏山上的游击队处，游击队伏击追击而来的鸠山、王连举等并把他们击毙。

## 场次
- 第一场：接应交通员；
- 第二场：接受任务；
- 第三场：粥棚脱险；
- 第四场：王连举叛变；
- 第五场：痛说革命家史；
- 第六场：赴宴斗鸠山；
- 第七场：群众帮助；
- 第八场：刑场斗争；
- 第九场：前赴后继；
- 第十场：伏击歼敌；
- 第十一场：胜利前进。

## 电影版的主要演员（含樂隊）

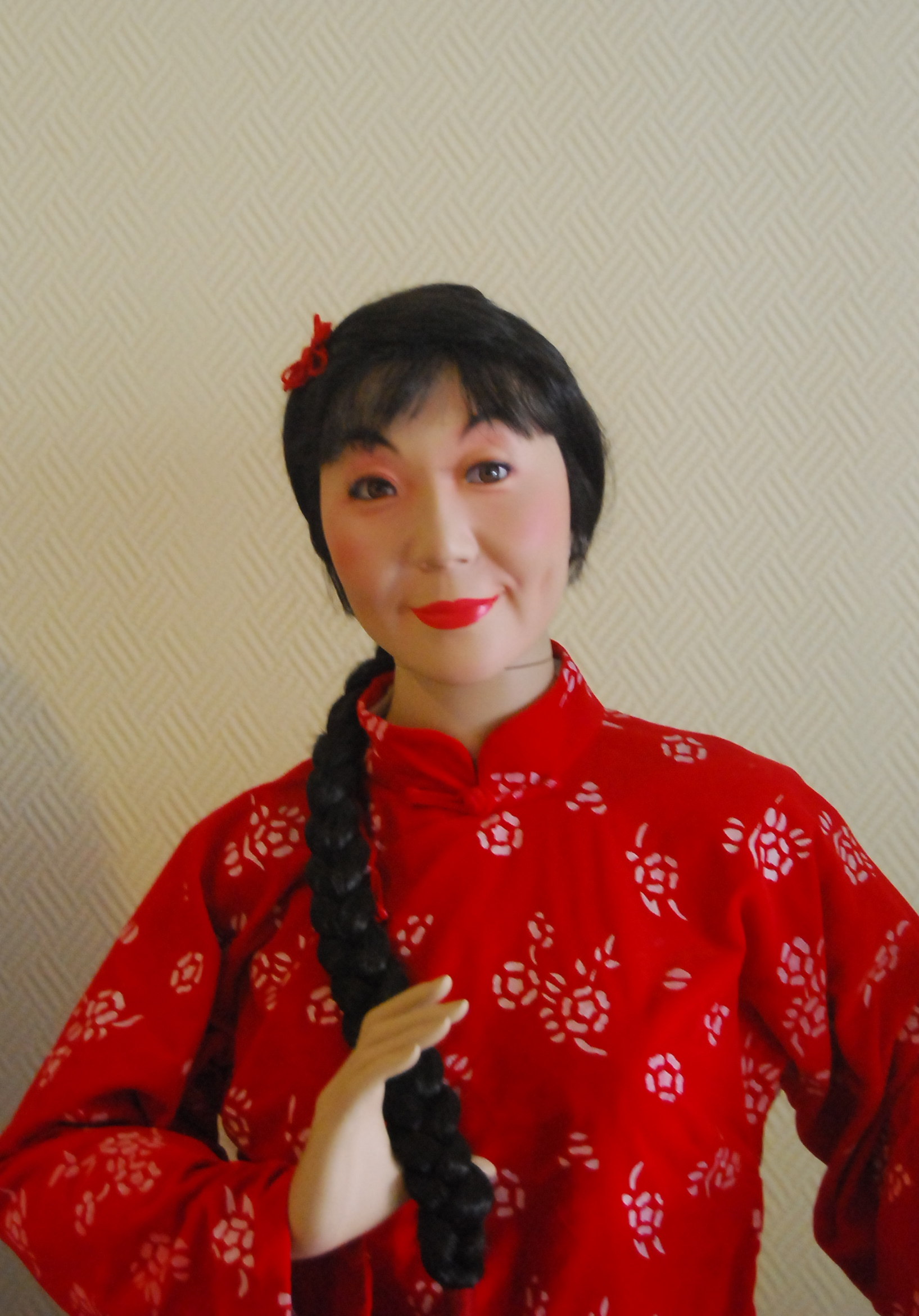
李铁梅
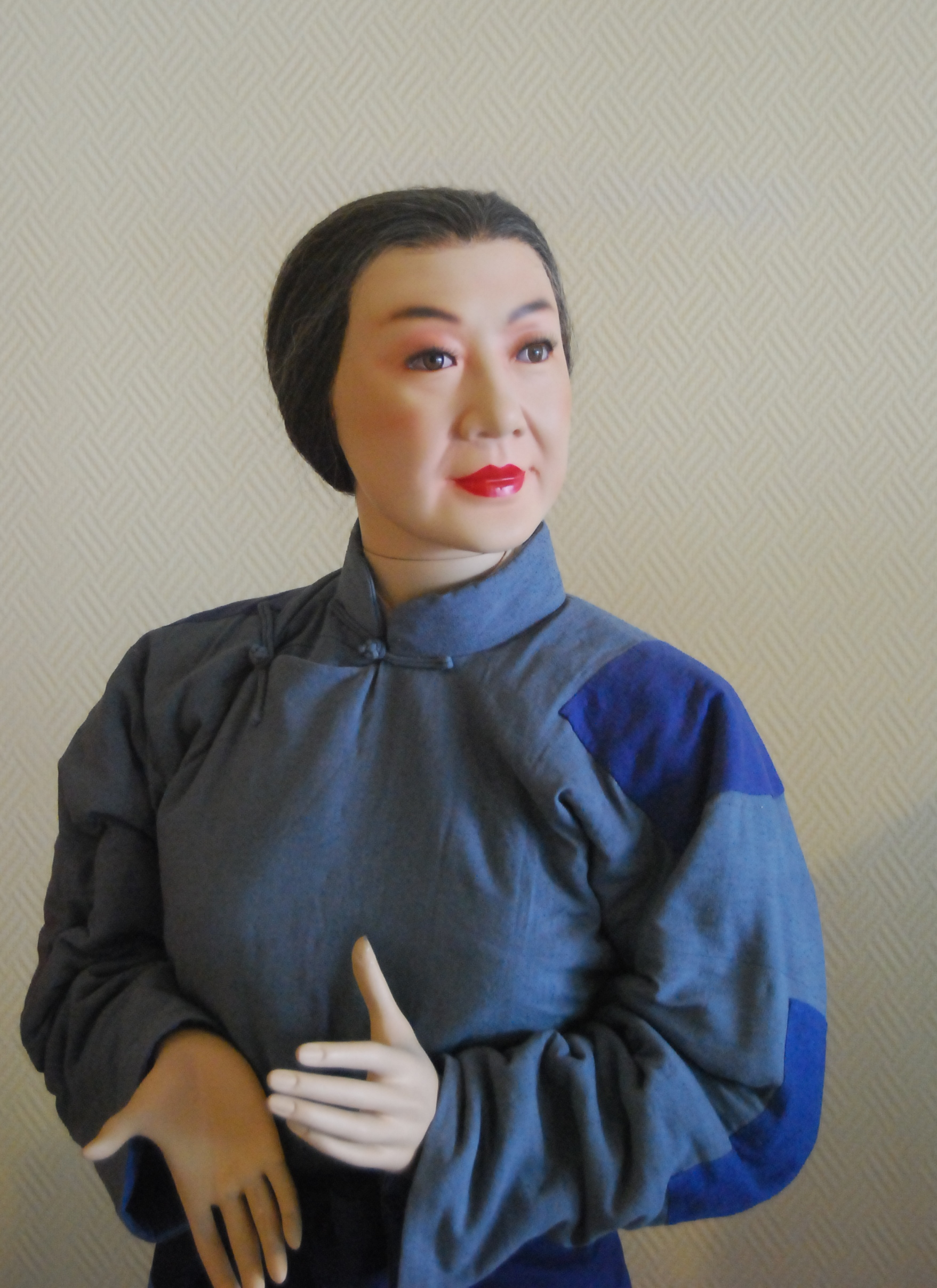
李奶奶
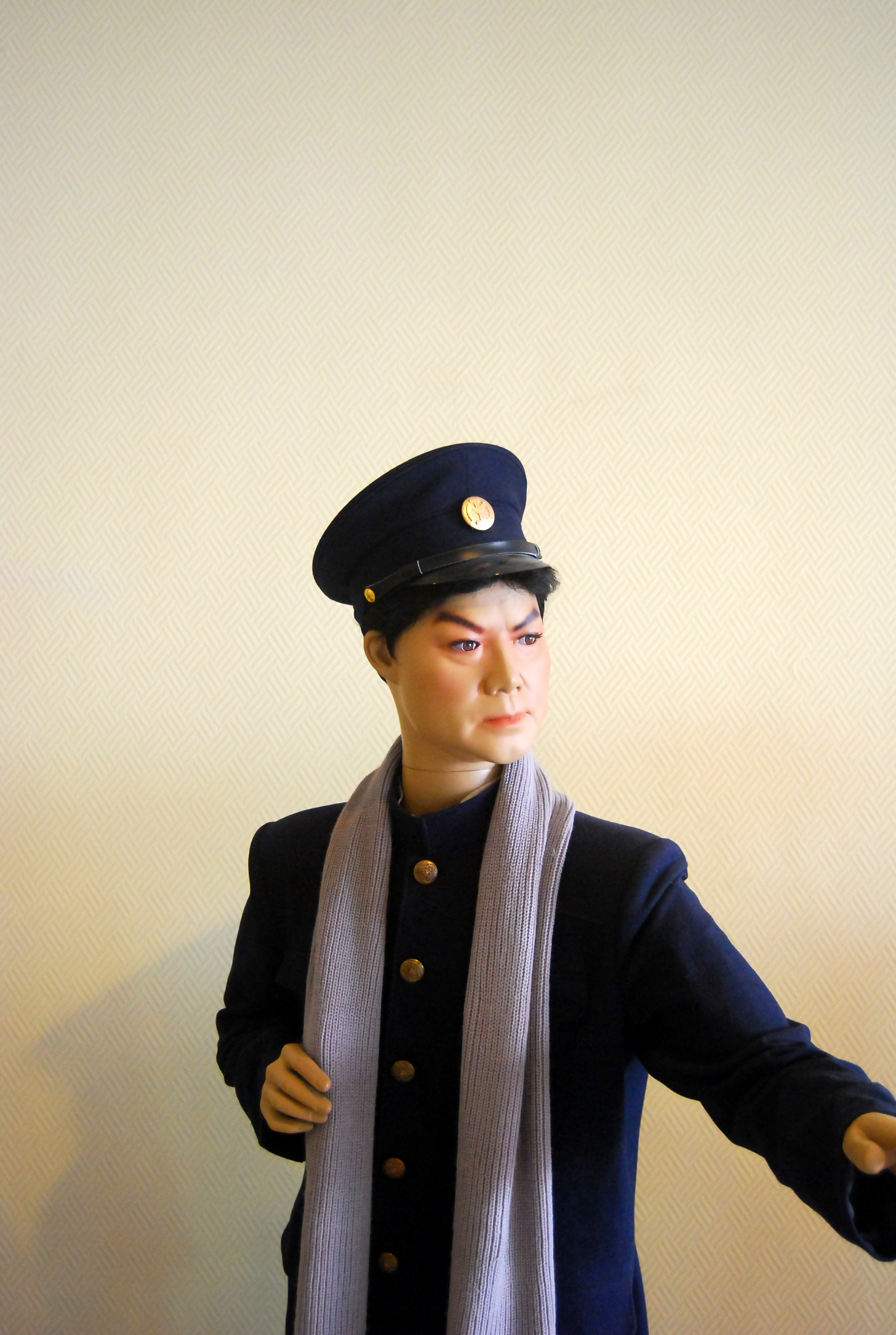
李玉和

- 浩亮（錢浩樑）：李玉和（武生）
- 刘长瑜：李铁梅（花旦）
- 高玉倩： 李奶奶（老旦）
- 袁世海：鸠山（花脸）
- 孙宏勋：王连举
- 庚金群：鼓師
- 沈玉才：琴師

- 李铁梅
- 李奶奶
- 李玉和

## 流行唱段
- 穷人的孩子早当家
- 都有一颗红亮的心
- 天下事难不倒共产党员
- 做人要做这样的人
- 浑身是胆雄赳赳
- 学你爹心红胆壮志如钢
- 血债还要血来偿
- 打不尽豺狼决不下战场
- 这才是水中捞月一场空
- 雄心壮志冲云天
- 党教儿做一个刚强铁汉
- 光辉照儿永向前
- 仇恨入心要发芽

## 其他艺术形式
- 1968年，中国京剧团和中央乐团根据京剧《红灯记》改编创作了钢琴伴唱《红灯记》。殷承宗演奏鋼琴，庚金群打鼓，中國唱片公司錄製出版了唱片，中央新闻纪录电影制片厂攝製了音樂會電影紀錄片。
- 1975年，新疆歌剧团在京剧《红灯记》基础上，以维吾尔族民间古典音乐十二木卡姆为素材创作了维吾尔语歌剧《红灯记》，後又由北京电影制片厂摄製成彩色艺术片。
- 多次各种邮票以此为主题。
- 多种小人书以此为主题。

### 香港粵語電影
香港新聯影業公司出品粵語文藝片《紅燈記》（1968年2月11日首映）。
主要演员：
- 丁亮：李玉和
- 王小燕：李鐵梅
- 馮真：李奶奶
- 草田：鳩山隊長
- 江濤：王連舉
- 呂錫貴：交通員

## 相关人物
- 江青：1976年“四人帮”被逮捕。
- 阿甲：因和江青编剧意见不和被戚本禹划为反革命，之后在1980年审判四人帮时出庭指控江青。
- 浩亮：和江青关系很好，一度当上了文化部副部长，“四人帮”失势之后，受到审查，下放河北省艺术学校。
- 殷承宗：和江青关系较好，还创作了钢琴协奏曲《黄河》。“四人帮”失势之后受到审查。后来移民美国继续作钢琴演奏家。

## 现况
- 2001年2月8日到11日，中国京剧院青年团在台湾台北国父纪念馆演出京剧《红灯记》。起初把剧中「共产党员」改成了「中国人民」，「共产党」也改为「革命党」，但基于多数台湾剧场界人士的建议，最后没有改动。[3]
- 2005年朱昭宾改编22集电视剧《红灯记》。制片人丁利波。

## 图像

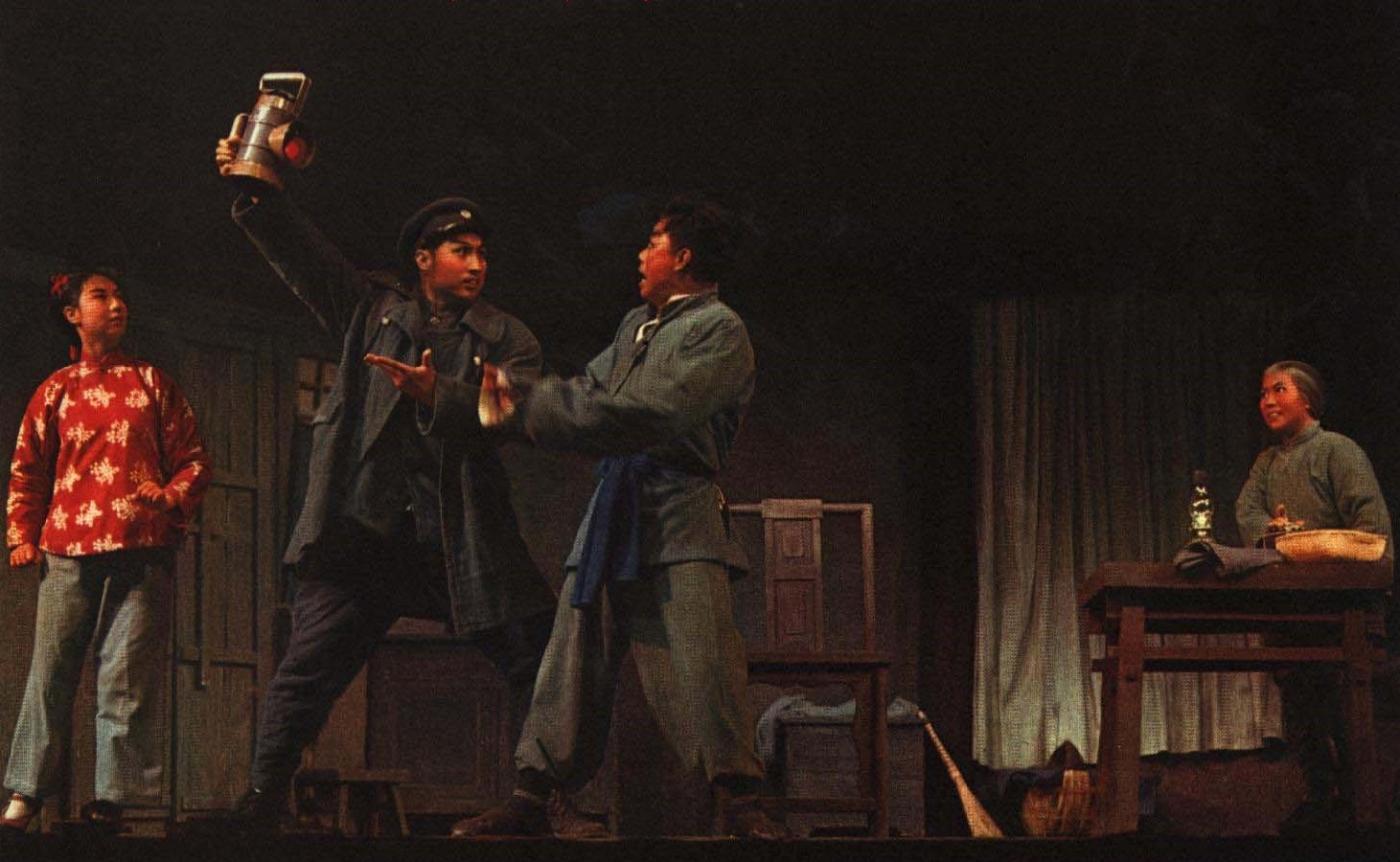
1967-08 1967年 红灯记
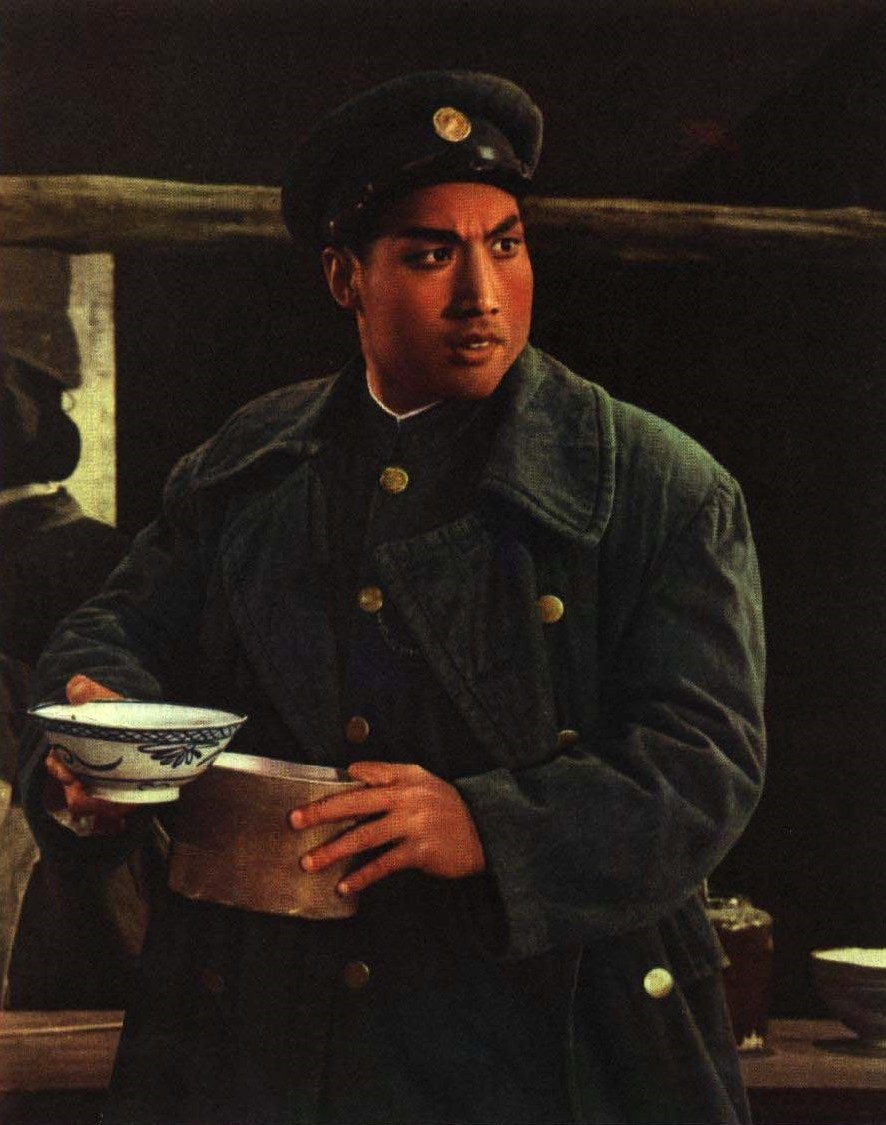
1967-08 1967年 红灯记